# خانه حداد
خانه حداد مربوط به اواخر دوره قاجار است و در تبریز، خیابان منجم، ایستگاه ناصر واقع شده و این اثر در تاریخ ۱۲ بهمن ۱۳۸۱ با شمارهٔ ثبت ۷۳۵۸ به‌عنوان یکی از آثار ملی ایران به ثبت رسیده است.